# Aceratherium
Aceratherium es un género extinto de rinocerontes de la tribu de los aceraterinos que vivió en África y Eurasia Era un rinoceronte sin cuernos, sin embargo, poseía unos característicos incisivos muy prominentes. Vivió en África y Eurasia durante la época del Mioceno.

## Taxonomía

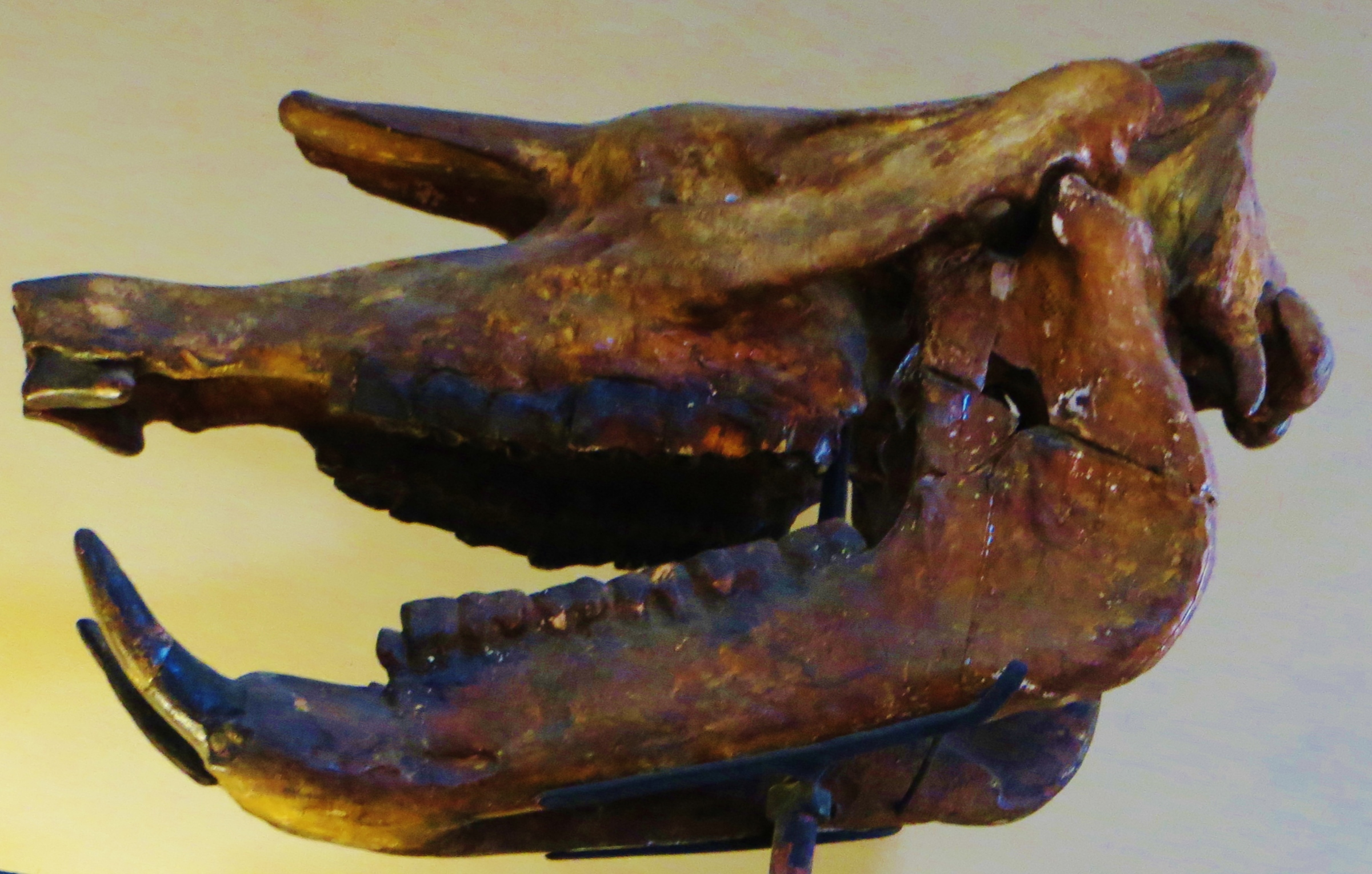
Cráneo de Aceratherium incisivum

El nombre Aceratherium fue acuñado por Kaup (1832) para "Rhinoceros" incisivum Cuvier, 1822 con base en la similitud en la estructura dental de dos cráneos provenientes de Eppelsheim, Alemania con el diente incisivo del espécimen holotipo procedente de Weisenau. Sin embargo, el diente de Weisenau ha sido reconodido como perteneciente a un miembro de la tribu Teleoceratini, aunque el nombre Aceratherium se ha utilizado ampliamente para los cráneos de Eppelsheim. Tradicionalmente, se han referido muchas especies de rinocerontes a Aceratherium debido a que carecían de cuernos, lo cual convirtió al género en un taxon cajón de sastre. Las revisiones hechas posteriormente han terminado por retirar a varias de estas especies hasta el punto que se considera generalmente que solo hay tres especies válidas: A. incisivum, A. depereti y A. porpani.

## Descripción
Aceratherium alcanzaba los 2.3 metros de longitud, con una altura de 120 centímetros y un peso de casi una tonelada. Su dentadura braquiodonta sugiere que era un herbívoro ramoneador que se alimentaba de hojas y otros alimentos vegetales suaves. Poseía extremidades relativamente largas en comparación con otros aceraterinos, y su cuerpo tenía proporciones que recuerdan a las de un tapir. Los supuestos machos poseían incisivos en forma de defensas que eran mucho más grandes que los de las hembras.